# Zentrierte Kubikzahl
Eine zentrierte Kubikzahl ist eine Zahl, die die Summe zweier aufeinanderfolgender Kubikzahlen ist. Beispielsweise ist {\displaystyle 35=8+27=2^{3}+3^{3}} eine zentrierte Kubikzahl. Die ersten zentrierten Kubikzahlen sind
1, 9, 35, 91, 189, 341, 559, 855, 1241, 1729, 2331, … (Folge A005898 in OEIS)
Die zentrierten Kubikzahlen sind die räumliche Erweiterung der zentrierten Quadratzahlen in die dritte Dimension. 

## Berechnung
Die {\displaystyle n}-te zentrierte Kubikzahl {\displaystyle ZK_{n}} berechnet sich nach der Formel
{\displaystyle ZK_{n}=n^{3}+(n-1)^{3}=(2n-1)(n^{2}-n+1)=2n^{3}-3n^{2}+3n-1}

## Beziehungen zu anderen figurierten Zahlen
Die {\displaystyle n}-te zentrierte Kubikzahl ist die Summe der ersten {\displaystyle n} zentrierten Quadratzahlen.
{\displaystyle ZK_{n}=\sum _{k=1}^{n}ZQ_{k}=ZQ_{1}+...+ZQ_{n}}

## Eigenschaften
- Alle zentrierten Kubikzahlen sind ungerade.
- Es gilt, wobei {\displaystyle Pyr_{n}} die {\displaystyle n}-te quadratische Pyramidalzahl ist,:

{\displaystyle ZK_{n}=Pyr_{n}+4\cdot Pyr_{n-1}+Pyr_{n-2}.}
- Die Summe der Kehrwerte der zentrierten Kubikzahlen, also {\displaystyle \sum _{k=1}^{\infty }{\frac {1}{ZK_{k}}}} ist konvergent.
- Die Form von zentrierten Kubikzahlen tritt in der Natur im Aufbau von Atomen auf.

## Erzeugende Funktion
Die Funktion
{\displaystyle {\frac {x(x^{3}+5x^{2}+5x+1)}{(x-1)^{4}}}=x+9x^{2}+35x^{3}+91x^{4}+\ldots }
enthält in ihrer Reihenentwicklung auf der linken Seite der Gleichung die Folge der zentrierten Kubikzahlen. Sie wird deshalb als erzeugende Funktion der Folge der zentrierten Kubikzahlen bezeichnet.